# Quartz 2D
Quartz 2D は、macOS、iOS、tvOSの主要なグラフィックスAPIのひとつであり、下位レベルの軽量な2Dレンダリング（描画）機能を提供している。解像度非依存・デバイス非依存である。APIはCore Graphicsフレームワークの一部として組み込まれているので、QuartzのことをCore Graphics（あるいはCG）と呼ぶこともある。

## 概要
Quartz 2Dは、ビットマップ画像およびベクター画像、テキストをレンダリングする。macOSのアプリケーション環境で共通して利用でき、ディスプレイ表示と印刷時に使われる。
Quartz 2Dは次の機能を持っている。
- Apple Type Services (ATS) によるテキストレンダリング
- PDFドキュメントの表示・処理・レンダリング
- PostScriptデータとPDFデータの相互変換
- ImageIOクラスのビットマップ画像の処理、レンダリング
- Aquaユーザインタフェースの表示

### macOSの他のグラフィックスAPI
- Quartz
  - Quartz Compositor
- QuickDraw
- Display PostScript
- Core Image

### 類似技術
- cairo
- Skia
- GDI/GDI+
- Direct2D
- WPF（System.Windows.Media.DrawingContextによる直接描画、XPSドキュメントの表示など）